# Volta a Catalunya de 2008
La Volta a Catalunya 2008, 88a edició de la Volta a Catalunya, es disputà entre el 19 i el 25 de maig, sobre un recorregut de 1.024 km.
Aquesta edició es caracteritza per no tenir cap etapa amb final en alt, a diferència de l'edició de 2007 que fou molt muntanyosa.
Això va fer que fins a la darrera etapa la lluita per a la victòria final estigués molt oberta, amb una gran quantitat de ciclistes separats per minses diferències.
Finalment el vencedor fou el ciclista espanyol Gustavo César Veloso de l'equip Karpin-Galicia, que superà en 16" al colombià Rigoberto Urán.

## Equips participants
Els equips que prenen part a la Volta a Catalunya 2008 són els següents:
| País      | Codi UCI | Nom de l'equip                   |
| --------- | -------- | -------------------------------- |
| França    | ALM      | Ag2r-La Mondiale                 |
| França    | AGR      | Agritubel                        |
| Espanya   | AZA      | Andalucía-Cajasur                |
| Luxemburg | AST      | Astana                           |
| França    | BTL      | Bouygues Télécom                 |
| França    | COF      | Cofidis, Le Crédit par Téléphone |
| França    | C.A      | Crédit Agricole                  |
| Espanya   | EUS      | Euskaltel-Euskadi                |
| França    | FDJ      | Française des Jeux               |
| Alemanya  | GST      | Gerolsteiner                     |
| Espanya   | KGZ      | Karpin-Galicia                   |

| País          | Codi UCI | Nom de l'equip      |
| ------------- | -------- | ------------------- |
| Itàlia        | LAM      | Lampre              |
| Itàlia        | LIQ      | Liquigas            |
| Bèlgica       | QST      | Quick Step          |
| Països Baixos | RAB      | Rabobank            |
| Espanya       | SDV      | Saunier Duval-Scott |
| Bèlgica       | SIL      | Silence-Lotto       |
| Estats Units  | TSL      | Slipstream Chipotle |
| Dinamarca     | CSC      | Team CSC            |
| Estats Units  | THR      | Team High Road      |
| Alemanya      | MRM      | Team Milram         |

## Etapes
| Etapa    | Data       | Recorregut                        | Km           | Vencedor d'etapa         | Líder de la classificació general |
| 1a etapa | 19 de maig | Lloret de Mar - Lloret de Mar     | 3,7 km (CRI) | Thor Hushovd (NOR)       | Thor Hushovd (NOR)                |
| 2a etapa | 20 de maig | Riudellots de la Selva - Banyoles | 167,8 km     | Thor Hushovd (NOR)       | Thor Hushovd (NOR)                |
| 3a etapa | 21 de maig | Banyoles - La Seu d'Urgell        | 191,9 km     | Cyril Dessel (FRA)       | Cyril Dessel (FRA)                |
| 4a etapa | 22 de maig | La Seu d'Urgell - Ascó            | 217,2 km     | Pierrick Fédrigo (FRA)   | Rémi Pauriol (FRA)                |
| 5a etapa | 23 de maig | Ascó - El Vendrell                | 163,5 km     | Sylvain Chavanel (FRA)   | Rémi Pauriol (FRA)                |
| 6a etapa | 24 de maig | El Vendrell - Pallejà             | 163,9 km     | Francesco Chicchi (ITA)  | Rémi Pauriol (FRA)                |
| 7a etapa | 25 de maig | Pallejà - Barcelona               | 124 km       | José Luis Carrasco (ESP) | Gustavo César Veloso (ESP)        |

### Etapa 1
19 de maig de 2008. Lloret de Mar - Lloret de Mar, 3,7 km (CRI)
|   | Ciclista             | Equip            | Temps  |
| - | -------------------- | ---------------- | ------ |
| 1 | Thor Hushovd         | Crédit Agricole  | 4' 37" |
| 2 | George Hincapie      | Team High Road   | + 6"   |
| 3 | Iván Gutiérrez       | Caisse d'Epargne | + 7"   |
| 4 | Thomas Lövkvist      | Team High Road   | m. t.  |
| 5 | Gustavo César Veloso | Karpin-Galicia   | m. t.  |

|   | Ciclista             | Equip            | Temps  |
| - | -------------------- | ---------------- | ------ |
| 1 | Thor Hushovd         | Crédit Agricole  | 4' 37" |
| 2 | George Hincapie      | Team High Road   | + 6"   |
| 3 | Iván Gutiérrez       | Caisse d'Epargne | + 7"   |
| 4 | Thomas Lövkvist      | Team High Road   | m. t.  |
| 5 | Gustavo César Veloso | Karpin-Galicia   | m. t.  |

### Etapa 2
20 de maig de 2008. Riudellots de la Selva - Banyoles, 167,8 km
|   | Ciclista       | Equip             | Temps     |
| - | -------------- | ----------------- | --------- |
| 1 | Thor Hushovd   | Crédit Agricole   | 4h 7' 35" |
| 2 | Bernhard Eisel | Team High Road    | m. t.     |
| 3 | Leonardo Duque | Cofidis           | m. t.     |
| 4 | Markus Zberg   | Team Gerolsteiner | m. t.     |
| 5 | Mark Renshaw   | Crédit Agricole   | m. t.     |

|   | Ciclisme        | Equip            | Temps      |
| - | --------------- | ---------------- | ---------- |
| 1 | Thor Hushovd    | Crédit Agricole  | 4h 12' 02" |
| 2 | Leonardo Duque  | Cofidis          | +14"       |
| 3 | George Hincapie | Team High Road   | + 16"      |
| 4 | Iván Gutiérrez  | Caisse d'Epargne | + 17"      |
| 5 | Thomas Lövkvist | Team High Road   | + 17"      |

### Etapa 3
21 de maig de 2008. Banyoles - La Seu d'Urgell, 191,9 km
|   | Ciclista        | Equip               | Temps      |
| - | --------------- | ------------------- | ---------- |
| 1 | Cyril Dessel    | Ag2r-La Mondiale    | 5h 10' 30" |
| 2 | Janez Brajkovič | Astana              | + 34"      |
| 3 | Rémi Pauriol    | Crédit Agricole     | + 34"      |
| 4 | Josep Jufré     | Saunier Duval-Scott | + 34"      |
| 5 | Rigoberto Urán  | Caisse d'Epargne    | + 34"      |

|   | Ciclista        | Equip             | Temps      |
| - | --------------- | ----------------- | ---------- |
| 1 | Cyril Dessel    | Ag2r-La Mondiale  | 9h 23' 03" |
| 2 | Rémi Pauriol    | Crédit Agricole   | + 18"      |
| 3 | Haimar Zubeldia | Euskaltel-Euskadi | + 25"      |
| 4 | Janez Brajkovič | Astana            | + 26"      |
| 5 | Rigoberto Urán  | Caisse d'Epargne  | + 29"      |

### Etapa 4
22 de maig de 2008. La Seu d'Urgell - Ascó "La Vostra Energia", 217,2 km
|   | Ciclista             | Equip              | Temps      |
| - | -------------------- | ------------------ | ---------- |
| 1 | Pierrick Fédrigo     | Bouygues Télécom   | 5h 06' 01" |
| 2 | Aleksandr Botxarov   | Crédit Agricole    | m. t.      |
| 3 | Gustavo César Veloso | Karpin-Galicia     | m. t.      |
| 4 | Jelle Vanendert      | Française des Jeux | m. t.      |
| 5 | Daniel Navarro       | Astana             | m. t.      |

|   | Ciclista         | Equip             | Temps       |
| - | ---------------- | ----------------- | ----------- |
| 1 | Rémi Pauriol     | Crédit Agricole   | 14h 29' 33" |
| 2 | Haimar Zubeldia  | Euskaltel-Euskadi | + 7"        |
| 3 | Janez Brajkovič  | Astana            | + 8"        |
| 4 | Pierrick Fédrigo | Bouygues Télécom  | + 10"       |
| 5 | Rigoberto Urán   | Caisse d'Epargne  | + 11"       |

### Etapa 5
23 de maig de 2008. Ascó "La Vostra Energia" - El Vendrell, 163,5 km
|   | Ciclista         | Equip            | Temps      |
| - | ---------------- | ---------------- | ---------- |
| 1 | Sylvain Chavanel | Cofidis          | 3h 52' 15" |
| 2 | Thor Hushovd     | Crédit Agricole  | + 2' 32"   |
| 3 | Bernhard Eisel   | Team High Road   | m. t.      |
| 4 | Markus Zberg     | Gerolsteiner     | m. t.      |
| 5 | Anthony Geslin   | Bouygues Télécom | m. t.      |

|   | Ciclista             | Equip               | Temps       |
| - | -------------------- | ------------------- | ----------- |
| 1 | Rémi Pauriol         | Crédit Agricole     | 18h 24' 25" |
| 2 | Josep Jufré          | Saunier Duval-Scott | + 2"        |
| 3 | Haimar Zubeldia      | Euskaltel-Euskadi   | + 7"        |
| 4 | Janez Brajkovič      | Astana              | + 8"        |
| 5 | Gustavo César Veloso | Karpin-Galicia      | m. t.       |

### Etapa 6
24 de maig de 2008. El Vendrell - Pallejà, 163,9 km
|   | Ciclista          | Equip           | Temps      |
| - | ----------------- | --------------- | ---------- |
| 1 | Francesco Chicchi | Liquigas        | 3h 44' 17" |
| 2 | Leonardo Duque    | Cofidis         | m. t.      |
| 3 | Markus Zberg      | Gerolsteiner    | m. t.      |
| 4 | Mark Renshaw      | Crédit Agricole | m. t.      |
| 5 | Mikel Gaztañaga   | Agritubel       | m. t.      |

|   | Ciclista             | Equip               | Temps       |
| - | -------------------- | ------------------- | ----------- |
| 1 | Rémi Pauriol         | Crédit Agricole     | 22h 08' 42" |
| 2 | Josep Jufré          | Saunier Duval-Scott | + 2"        |
| 3 | Haimar Zubeldia      | Euskaltel-Euskadi   | + 7"        |
| 4 | Janez Brajkovič      | Astana              | + 8"        |
| 5 | Gustavo César Veloso | Karpin-Galicia      | m. t.       |

### Etapa 7
25 de maig de 2008. Pallejà - Barcelona, 106,2 km
|   | Ciclista             | Equip             | Temps      |
| - | -------------------- | ----------------- | ---------- |
| 1 | José Luis Carrasco   | Andalucía-Cajasur | 2h 20' 38" |
| 2 | Gustavo César Veloso | Karpin-Galicia    | m. t.      |
| 3 | Francisco Ventoso    | Andalucía-Cajasur | + 7"       |
| 4 | Aleksandr Kuschynski | Liquigas          | m. t.      |
| 5 | Eduardo Gonzalo      | Agritubel         | m. t.      |

|   | Ciclista             | Equip               | Temps       |
| - | -------------------- | ------------------- | ----------- |
| 1 | Gustavo César Veloso | Karpin-Galicia      | 24h 29' 22" |
| 2 | Rigoberto Urán       | Caisse d'Epargne    | + 16"       |
| 3 | Rémi Pauriol         | Crédit Agricole     | + 21"       |
| 4 | Josep Jufré          | Saunier Duval-Scott | + 21"       |
| 5 | Daniel Navarro       | Astana              | + 23"       |

## Classificacions finals

### Classificació general
|    | Ciclista             | Equip               | Temps       |
| -- | -------------------- | ------------------- | ----------- |
| 1  | Gustavo César Veloso | Karpin-Galicia      | 24h 29' 22" |
| 2  | Rigoberto Urán       | Caisse d'Epargne    | + 16"       |
| 3  | Rémi Pauriol         | Crédit Agricole     | + 21"       |
| 4  | Josep Jufré          | Saunier Duval-Scott | + 21"       |
| 5  | Daniel Navarro       | Astana              | + 23"       |
| 6  | Haimar Zubeldia      | Euskaltel-Euskadi   | + 28"       |
| 7  | Janez Brajkovič      | Astana              | + 29"       |
| 8  | Pierrik Fedrigo      | Bouygues Telecom    | + 31"       |
| 9  | Thomas Lövkvist      | High Road           | + 34"       |
| 10 | Gorka Verdugo        | Euskaltel-Euskadi   | + 34"       |

|   | Ciclista                      | Equip               | Punts |
| - | ----------------------------- | ------------------- | ----- |
| 1 | Christophe Moreau             | Agritubel           | 68    |
| 2 | Christophe Riblon             | AG2R La Mondiale    | 46    |
| 3 | Francisco José Martínez Pérez | Andalucia - Cajasur | 42    |

|   | Ciclista             | Equip           | Punts |
| - | -------------------- | --------------- | ----- |
| 1 | Thor Hushovd         | Crédit Agricole | 79    |
| 2 | Gustavo César Veloso | Karpin-Galicia  | 48    |
| 3 | Leonardo Duque       | Cofidis         | 46    |

|   | Ciclista         | Equip               | Punts |
| - | ---------------- | ------------------- | ----- |
| 1 | Manuel Quinziato | Liquigas            | 12    |
| 2 | Josep Jufré      | Saunier Duval-Scott | 7     |
| 3 | Jerome Coppel    | FDJ                 | 5     |

|   | Equip               | Temps       |
| - | ------------------- | ----------- |
| 1 | Team Astana         | 73h 29' 57" |
| 2 | Saunier Duval-Scott | + 21"       |
| 3 | FDJ                 | + 1' 43"    |

## Progrés de les classificacions
| Etapa (Vencedor)              | Classificació general | Classificació de la muntanya | Classificació per punts | Classificació dels esprints | Classificació per equips |
| ----------------------------- | --------------------- | ---------------------------- | ----------------------- | --------------------------- | ------------------------ |
| 0Pròleg (CRI) (Thor Hushovd)  | Thor Hushovd          | no n'hi ha                   | Thor Hushovd            | no n'hi ha                  | Crédit Agricole          |
| 0Etapa 1 (Thor Hushovd)       | Thor Hushovd          | Dario Cioni                  | Thor Hushovd            | Freddy Bichot               | Crédit Agricole          |
| 0Etapa 2 (Cyril Dessel)       | Cyril Dessel          | Christophe Moreau            | Thor Hushovd            | Freddy Bichot               | Ag2r-La Mondiale         |
| 0Etapa 3 (Pierrick Fédrigo)   | Rémi Pauriol          | Christophe Moreau            | Thor Hushovd            | Freddy Bichot               | Astana                   |
| 0Etapa 4 (Sylvain Chavanel)   | Rémi Pauriol          | Christophe Moreau            | Thor Hushovd            | Sylvain Chavanel            | Astana                   |
| 0Etapa 5 (Francesco Chicchi)  | Rémi Pauriol          | Christophe Moreau            | Thor Hushovd            | Manuel Quinziato            | Astana                   |
| 0Etapa 6 (José Luis Carrasco) | Gustavo César Veloso  | Christophe Moreau            | Thor Hushovd            | Manuel Quinziato            | Astana                   |
| 0Final                        | Gustavo César Veloso  | Christophe Moreau            | Thor Hushovd            | Manuel Quinziato            | Astana                   |

Maillots vestits quan un ciclista lidera més d'una classificació
- a la 2a etapa George Hincapie duu el vestit de la classificació per punts
- a la 3a etapa Leonardo Duque duu el vestit de la classificació per punts

## Classificació individual de l'UCI ProTour 2008 després d'aquesta cursa
| Posició | Ciclista           | Equip             | Punts |
| ------- | ------------------ | ----------------- | ----- |
| 1       | Damiano Cunego     | Lampre            | 73    |
| 2       | André Greipel      | High Road         | 62    |
| 3       | Alberto Contador   | Astana            | 58    |
| 4       | Thomas Dekker      | Rabobank          | 54    |
| 5       | Andreas Klöden     | Astana            | 53    |
| 6       | Stijn Devolder     | Quick Step        | 50    |
| 7       | José Joaquín Rojas | Caisse d'Epargne  | 45    |
| 8       | Mikel Astarloza    | Euskaltel-Euskadi | 45    |
| 9       | Cadel Evans        | Silence-Lotto     | 42    |
| 10      | Óscar Freire       | Rabobank          | 40    |
| 11      | Rigoberto Urán     | Caisse d'Epargne  | 40    |
| 12      | Roman Kreuziger    | Liquigas          | 40    |
| 13      | Nick Nuyens        | Cofidis           | 40    |

- 78 ciclistes han aconseguit un punt a l'UCI ProTour 2008

## Enllaços externs

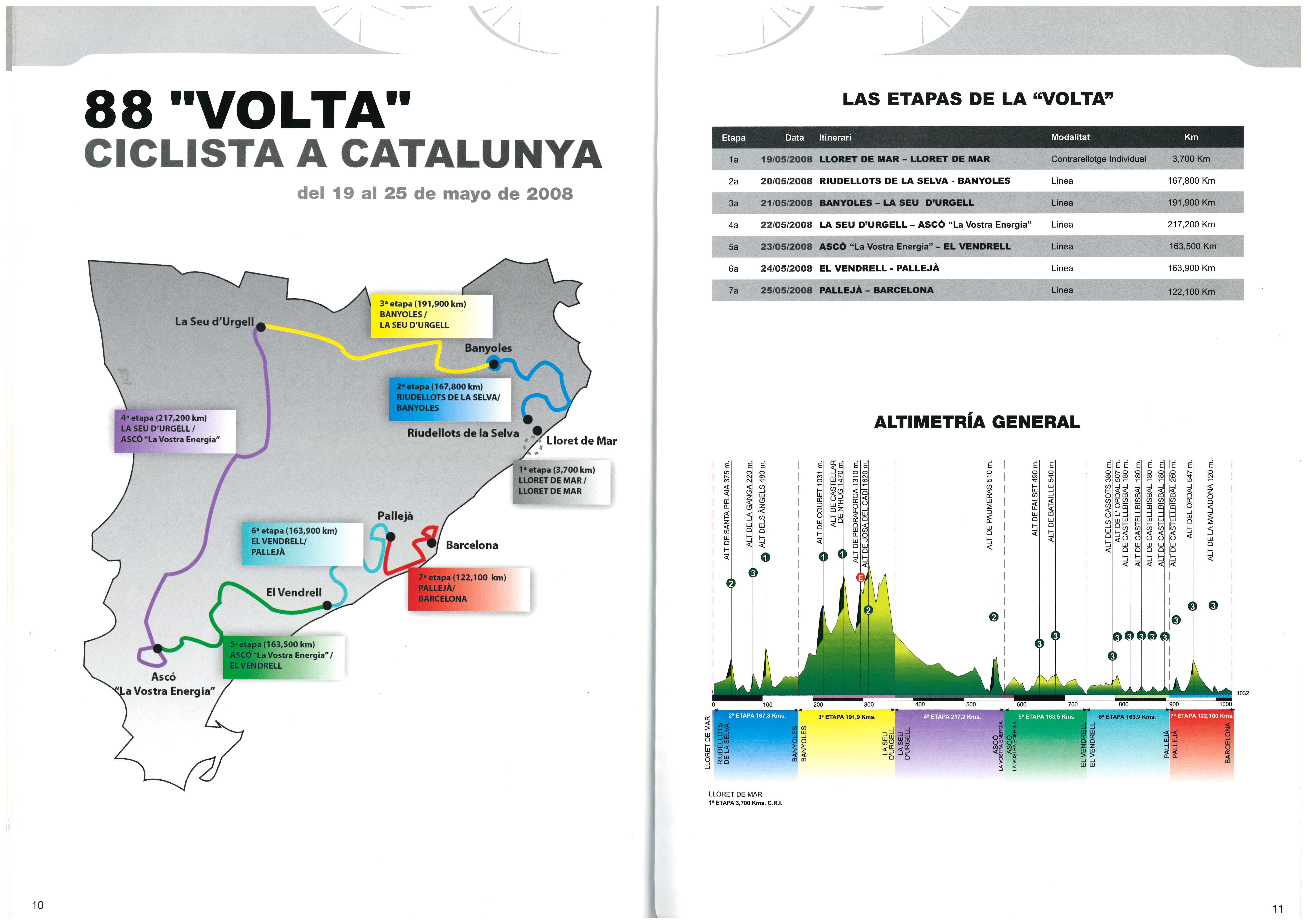